# Henri Laaksonen
 Henri Laaksonen  (nacido el 31 de marzo de 1992) es un tenista profesional finlandés nacionalizado suizo.

## Carrera
Su mejor ranking individual es el N.º 93 alcanzado el 7 de agosto de 2017, mientras que en dobles logró la posición 389 el 27 de junio de 2016.
No ha logrado hasta el momento títulos de la categoría ATP si en la ATP Challenger Tour, y en los Future.

### Copa Davis
Desde el año 2009 es participante del Equipo de Copa Davis de Suiza. Tiene en esta competición un récord total de partidos ganados/perdidos de 2/1 (2/1 en individuales y 0/0 en dobles).

## Títulos Challenger
| Leyenda               | Individuales | Dobles |
| --------------------- | ------------ | ------ |
| ATP Challenger Series | 6            | 0      |

| N.º | Fecha      | Torneo                  | Superficie    | Oponentes         | Resultado     |
| --- | ---------- | ----------------------- | ------------- | ----------------- | ------------- |
| 1.  | 21.11.2015 | Challenger de Champaign | Dura (i)      | Taylor Fritz      | 4-6, 6-2, 6-2 |
| 2.  | 12.09.2016 | Challenger de Shanghái  | Dura          | Jason Jung        | 6-3, 6-3      |
| 3.  | 19.11.2016 | Challenger de Champaign | Dura (i)      | Ruben Bemelmans   | 7-5, 6-3      |
| 4.  | 17.02.2019 | Challenger de Bangkok   | Dura          | Dudi Sela         | 6-2, 6-4      |
| 5.  | 12.05.2019 | Challenger de Roma      | Tierra batida | Gian Marco Moroni | 6-7, 7-6, 6-2 |
| 6.  | 03.10.2021 | Challenger de Orléans   | Dura (i)      | Dennis Novak      | 6-1, 2-6, 6-2 |